# Cobble Hill (Brooklyn)

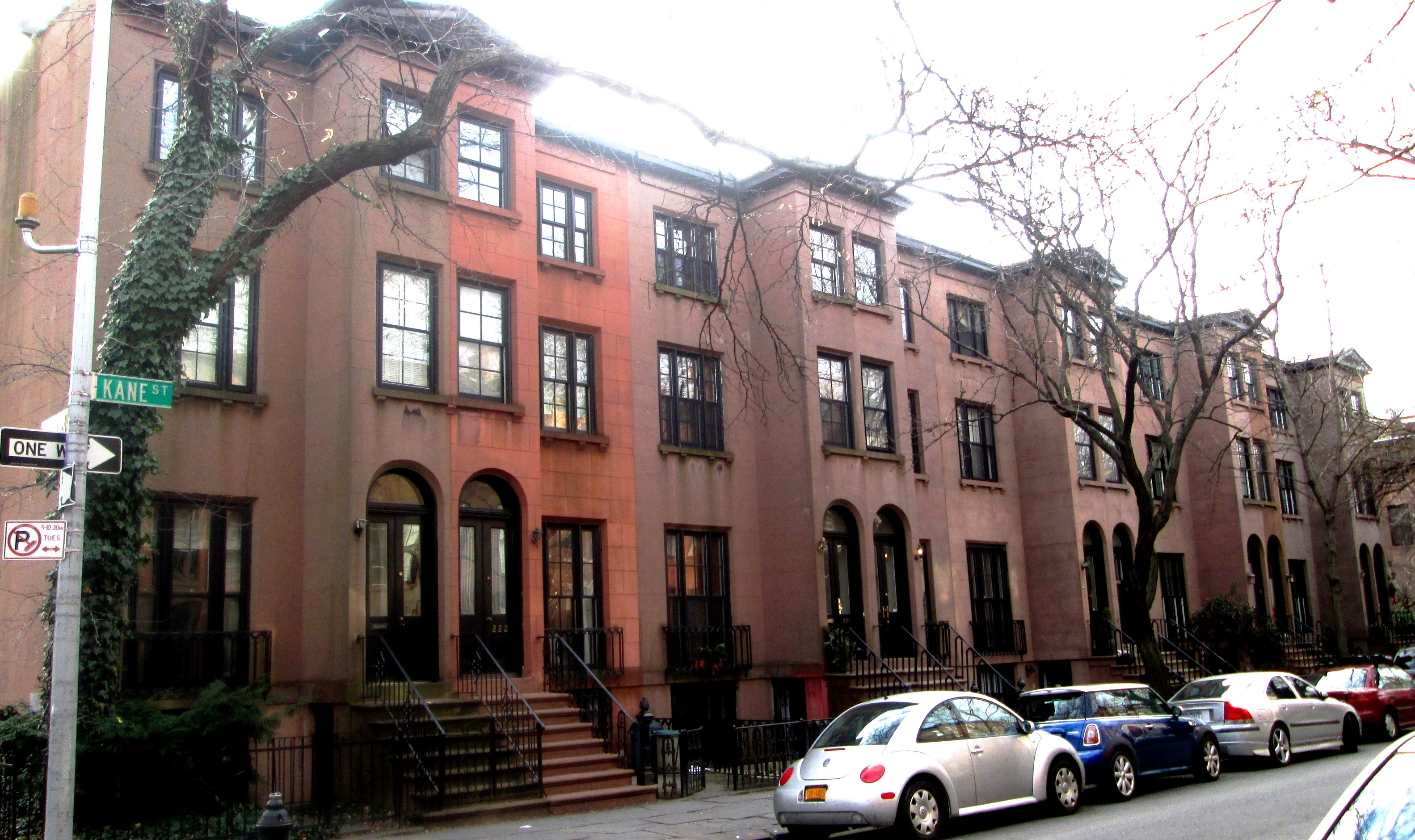
Kane Street im Cobble Hill Historic District

Cobble Hill ist ein kleiner Stadtteil (Neighborhood) im Stadtbezirk Brooklyn (Kings County) in New York City. Im Jahr 2020 lebten hier laut US-Census 7288 Menschen auf einer Fläche von 0,36 km². Cobble Hill ist Teil des Brooklyn Community District 6 und gehört zum 76. Bezirk des New Yorker Polizeidepartements. Kommunalpolitisch wird Cobble Hill vom 39. Bezirk des New York City Council vertreten. Cobble Hill ist weitgehend als italienisch-amerikanisch geprägter und überwiegend von der Mittelklasse bewohnter Stadtteil bekannt.

## Lage
Cobble Hill liegt im Nordwesten von Brooklyn etwa einen Kilometer südwestlich von Downtown Brooklyn und wird im Allgemeinen von der Atlantic Avenue im Norden, der Court Street im Osten, der Degraw Street im Süden und dem Brooklyn–Queens Expressway (Interstate 278) im Westen begrenzt. Manchmal wird im Osten das Gebiet bis zur Smith Street oder sogar bis zur Hoyt Street, das eigentlich im Viertel Boerum Hill liegt, ebenfalls zu Cobble Hill gezählt. Benachbarte Stadtteile sind Brooklyn Heights und Downtown Brooklyn im Norden, Boerum Hill und Gowanus im Osten, Carroll Gardens im Süden und der Columbia Street Waterfront District im Westen.

## Beschreibung

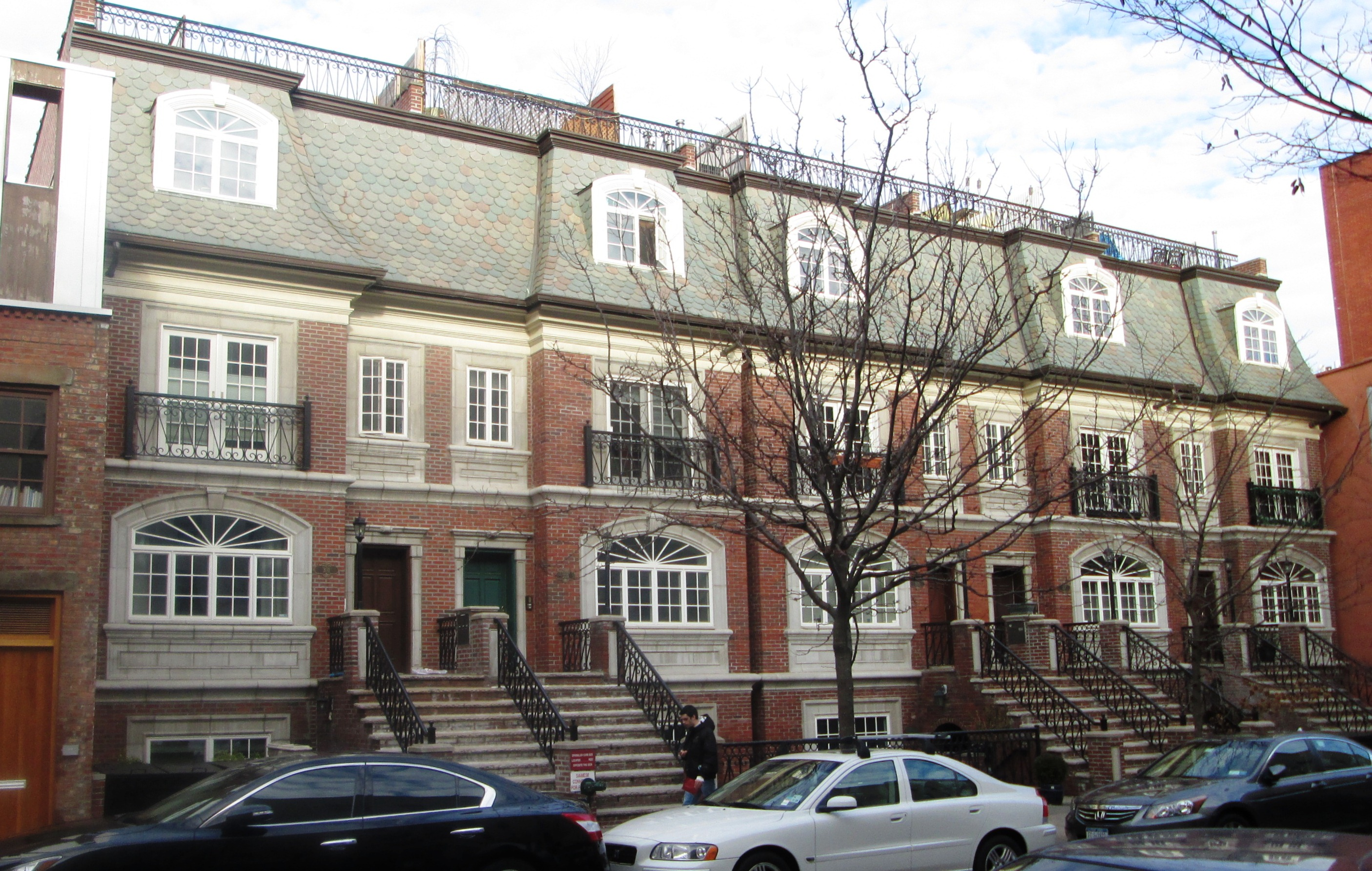
Warren Street

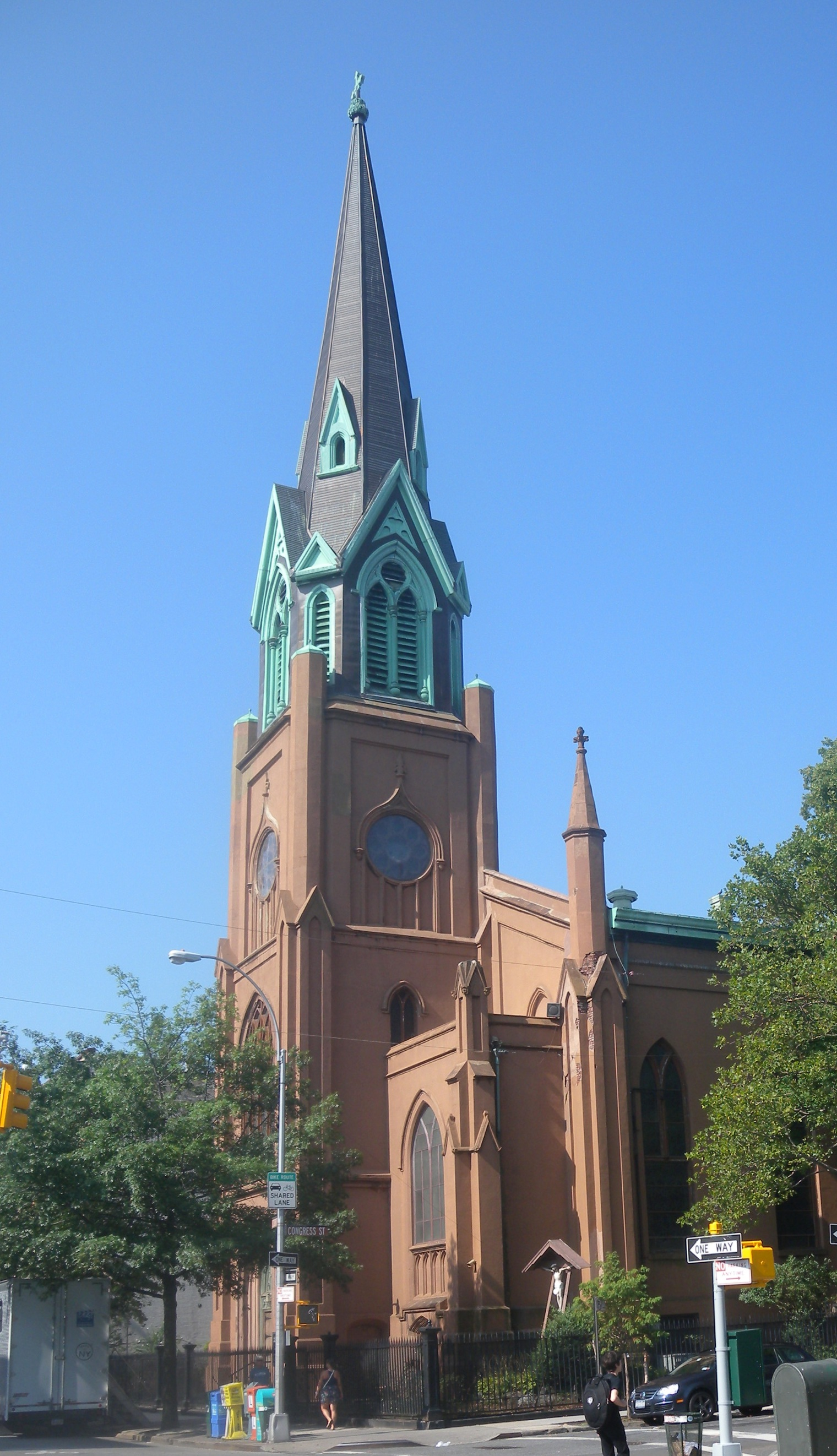
Old St. Paul’s Roman Catholic Church

Das Gebiet von Cobble Hill war ursprünglich Teil im einstigen Stadtteil South Brooklyn der bis 1898 bestehenden City of Brooklyn. Der Ort wurde in den 1640er Jahren von holländischen Bauern unter Willem Kieft besiedelt. Benannt wurde es nach dem im Norden des Viertels befindlichen Hügel „Cobleshill“. Der Hügel wurde während des amerikanischen Unabhängigkeitskrieges als „Fort Cobble Hill“ genutzt. Der Hügel wurde für den Krieg von 1812 erneut befestigt und hieß dann „Fort Swift“. 1834 wurde für die kommende Entwicklung des Gebietes ein Straßengitter festgelegt. Nach der 1836 erfolgten Einrichtung der South Ferry, die Brooklyn mit Manhattan verband, wurden schnell nach und nach neue Straßen angelegt und mit Häuserzeilen bebaut. Es entstand eine bürgerlich dominierte Vorstadt-Wohngemeinde. Die Umgestaltung des Viertels war 1860 fast abgeschlossen und keines der Bauernhäuser aus der ländlichen Zeit des Viertels ist erhalten geblieben.
Im 20. Jahrhundert zogen vermehrt Einwanderer aus Irland, Italien und dem Nahen Osten nach Cobble Hill und es entstanden weitere Wohngebiete. Ab 1950 erfuhr das Viertel eine Aufwertung durch Restaurierung und Verschönerung der Wohngebäude und Zuzug der Mittelklasse. Die Bewohner verhinderten in diesen Jahren die Errichtung von großen Wohnprojekten und erreichten für den historischen Teil des Viertels die Ernennung zum Historic District. Ab etwa 2000 entwickelten sich die Court Street und die Smith Street mit zahlreichen familiengeführten Geschäften, Restaurants und Bars zu Hauptgeschäftsstraßen. Im Zentrum des Stadtteils liegt der 1965 angelegte, einen halben Block einnehmende Cobble Hill Park.
Fast der ganze Stadtteil ist als Cobble Hill Historic District ausgewiesen und umfasst ein Gebiet, das von der Atlantic Avenue, Court Street, Degraw Street und jeweils teilweise von der Hicks Street und der Henry Street begrenzt wird. Der District besteht aus 22 im 19. Jahrhundert errichtete Blocks. Sie beinhalten zwei- und dreistöckige meist Brownstone-Gebäude im neugriechischen und spätitalienischen Stil, aber auch Gebäude im Stil der Neugotik und französischer Neorenaissance befinden sich darunter. Die New York City landmarks hatte im Jahr 1969 das Cobble Hill Historic District zum Denkmalgebiet erklärt und 1988 erweitert. Das Historic District wurde 1976 in das National Register of Historic Places aufgenommen.

## Demographie
Cobble Hill ist überwiegend von Weißen bewohnt. Laut Volkszählung von 2020 hatte das Viertel 7288 Einwohner bei einer Einwohnerdichte von 202 Einwohnern pro Hektar. Im Stadtteil lebten 5391 (74 %) Weiße, 521 (7,1 %) Asiaten, 235 (3,2 %) Afroamerikaner, 72 (1 %) aus anderen Ethnien und 413 (5,7 %) aus zwei oder mehr Ethnien. 9 % oder 656 Einwohner waren Hispanoamerikaner oder Latinos.

## Verkehr

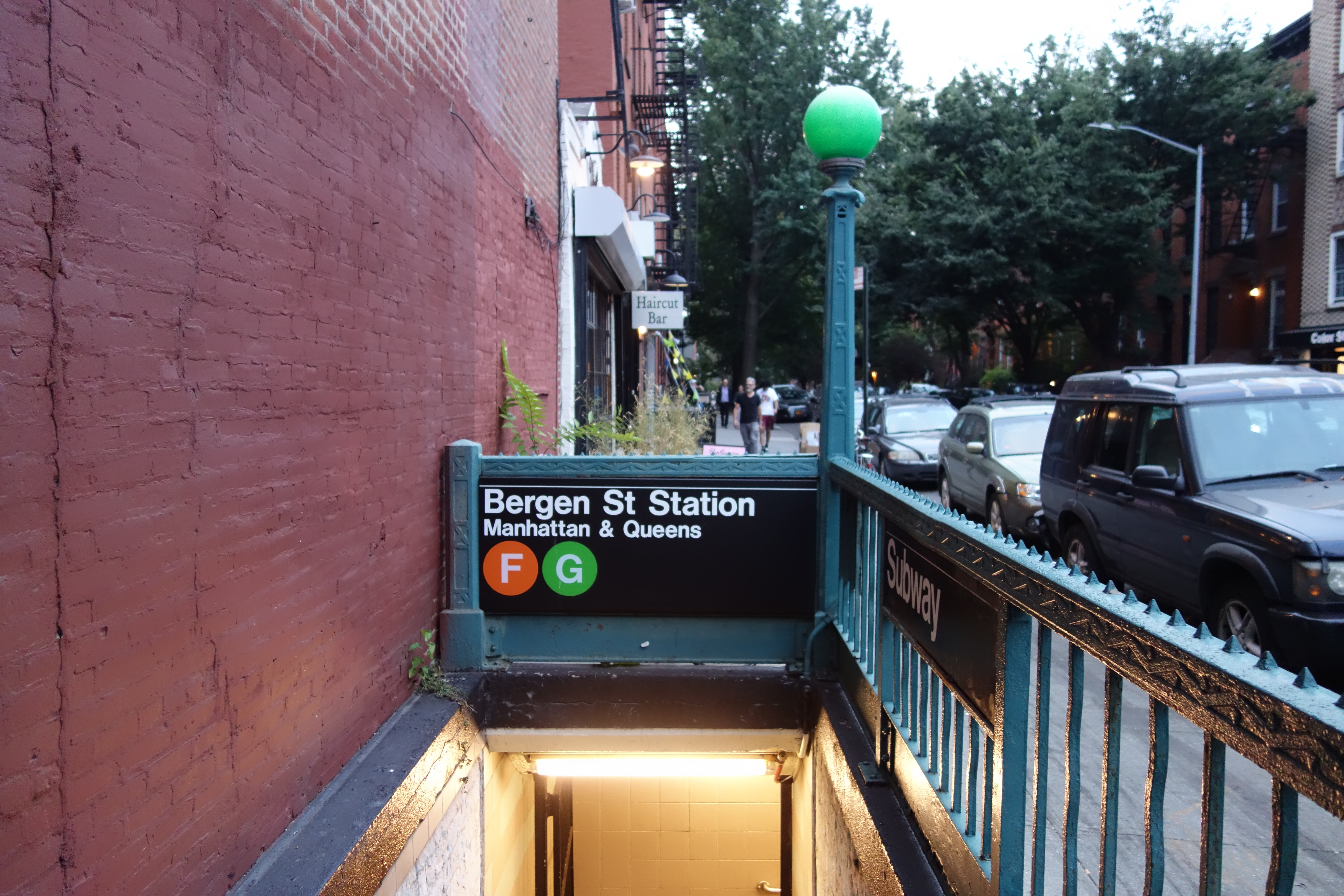
U-Bahn-Station Bergen Street

Cobble Hill hat einen nahen Anschluss an die New York City Subway. Einen Block entfernt in der Smith Street in Boerum Hill befindet sich die U-Bahn-Station Bergen Street, die mit den Linien  und  (beide IND Culver Line) bedient wird. Im Straßenverkehr sorgt der Brooklyn–Queens Expressway für eine gute Anbindung. An der nordwestlichen Ecke des Stadtteils befindet sich am südlichen Ende des Brooklyn Bridge Parks am Pier 6 ein Fähranleger, der mit der South Brooklyn-Route der NYC Ferry bedient wird.

## Persönlichkeiten
In Cobble Hill wurden geboren, wuchsen auf und/oder lebten und leben eine Reihe von bekannten Persönlichkeiten (Auswahl):
- Martin Amis (1949–2023), Schriftsteller
- Jennie Churchill (1854–1921), Mutter von Winston Churchill, wurde in einem gemieteten Haus in der Amity Street geboren.
- Daniel Craig (* 1968), Schauspieler.
- Rachel Weisz (* 1970), Schauspielerin.
- Garth Risk Hallberg (* 1978), Romanautor.
- Norah Jones (* 1979), Sängerin.
- Spike Lee (* 1957), wohnhaft von 1961 bis 1969, Filmemacher.
- Richard Upjohn (1802–1878) und Richard Upjohn Jr., Architekten, lebten in der 296 Clinton Street, die sie entworfen hatten.
- Thomas Wolfe (1900–1938), Schriftsteller, lebte in den 1930er Jahren am Verandah Place zwischen der Henry Street und der Clinton Street.